# Vanuatukejsarduva
Vanuatukejsarduva (Ducula bakeri) är en fågel i familjen duvor inom ordningen duvfåglar.

## Utseende och läte
Vanuatukejsarduvan är en stor (40 cm) medlem av släktet i rödbrunt och grått. Ovansidan är mörkgrå med ljusare blågrått huvud. På hals och bröst är den purpurbrun, på buken övergående till kastanjebrunt. I flykten syns kastanjebruna undre vingtäckare som kontrasterar mot ljusare vingpennor. Lätet är ett omisskännligt och vittljudande dånande med två till fem djupa toner.

## Utbredning och systematik
Fågeln förekommer på Banks Islands och norra Vanuatu. Den behandlas som monotypisk, det vill säga att den inte delas in i några underarter.

## Status och hot
Trots att arten har ett begränsat utbredningsområde och populationsutvecklingen är oklar listar IUCN den som livskraftig.

## Namn
Fågelns vetenskapliga artnamn hedrar John Randal Baker (1900–1984), brittisk vetenskapsman och cytolog som samlade in typexemplaret.